# Attenuatore d'urto

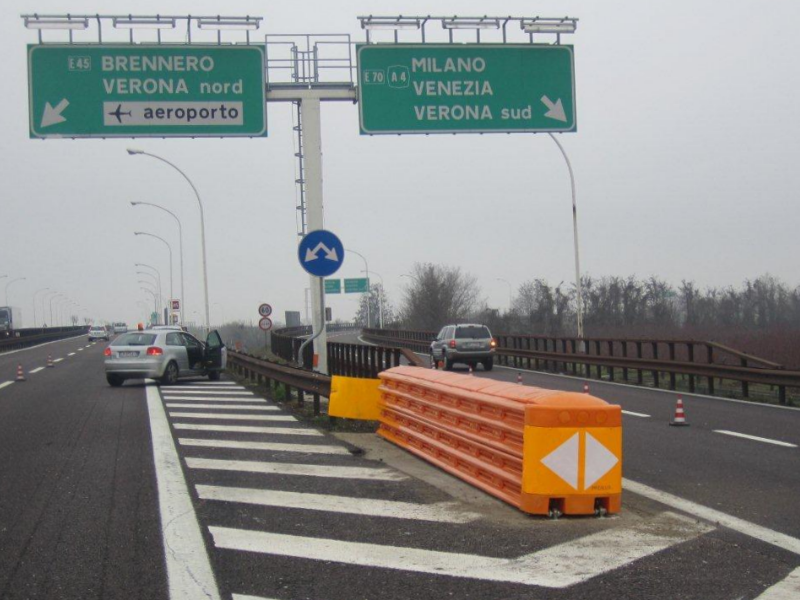
Attenuatore d'urto Parallelo installato su cuspide autostradale

Gli attenuatori d'urto hanno la funzione, come dice il nome stesso, di assorbire l'energia cinetica derivante dall'urto di un autoveicolo in corsa e consentono di mettere in sicurezza i punti critici delle strade che non garantiscono l’incolumità degli automobilisti in caso di incidente, come ad esempio i terminali di barriere stradali, i caselli autostradali, i pilastri di ponti o tunnel e le cuspidi d'uscita.
Il sistema rallenta la corsa del veicolo in caso di urto frontale oppure lo ridirige nella corsia di marcia in caso di urto laterale.
Si possono installare su ogni tipo di strada (asfalto, calcestruzzo, ponti e viadotti) e vengono certificati secondo la Normativa UNI EN 1317, sviluppata in ambito Europeo dal CEN (European Committee for Standardization).